# Propotamochoerus
Propotamochoerus és un gènere extint de mamífers artiodàctils de la família dels súids que visqueren al Vell Món des del Miocè mitjà fins al Pliocè inferior, fa entre 3,6 i 13,8 milions d'anys. Se n'han trobat restes fòssils a Algèria, Espanya (incloent-hi els jaciments de Venta del Moro, al País Valencià, i Creu de Conill, a Catalunya), Etiòpia, Geòrgia, Grècia, Hongria, l'Índia, Itàlia, Kenya, Moldàvia Myanmar, el Pakistan, Rússia, Tailàndia, Tunísia i Ucraïna. Pesaven uns 120 kg i eren un xic més grossos que els porcs senglars d'avui en dia. El nom genèric Propotamochoerus significa ‘abans de Potamochoerus’.